# Елшанский (Оренбургская область)
Елша́нский — посёлок в Бузулукском районе Оренбургской области России. Входит в состав муниципального образования сельского поселения Колтубановский поссовет

## История
Название связано с диалектным нарицательным «елха», употребляющимся во многих средневолжских русских говорах со значением «ольха». Отсюда Елшанский — то же, что и Елховский — Ольховский.

## Учреждения социальной сферы
Имеется фельдшерско-акушерский пункт.
Контора Широковского лесничества.